# Канадска милиција
Канадска милиција (енгл. Canadian Militia, фр. Milice canadienne), је историјска титула за војне јединице створене за одбрану Канаде. Термин је коришћен да опише седентарне јединице милиције састављене из локалних заједница у Канади. Оне су такође служиле и као регуларна војска за провинцију Канада и као чувари реда у постконфедералној Канади, а наследила ју је активна милиција то јест Коњичка полиција.
Најраније јединице милиције у Канади датирају из 16. века у Новој Француској. У француској колонији је подигнута обавезна милиција досељеника из сваке жупе како би се подржала војска Нове Француске у одбрани и ширењу колоније. Британци су такође подигли јединице седентарне милиције, да бране своје колоније и подржавају британске војне операције на континенту. Стварање и одржавање ових стационарних јединица у Канади се одвијао све до 1873. године.
Назив „Канадска милиција” се такође односио на редовну војску коју је основала Покрајина Канада у складу са Законом о милицији из 1855. године Две организације које су произашле из тог закона, Стална активна милиција Канаде (PAM) и Нестална активна милиција Канаде (NPAM), наставила да служи као редовна војска Канаде након стварања Канадске конфедерације 1867. године. У новембру 1940. и ПАМ и НПАМ су реорганизовани у Канадску војску, при чему се ПАМ претворио у редовну војску Канаде, а НПАМ је постао резервни састав. Војна резерва се и даље неформално назива милицијом у Канади.

## Седентарна милиције
У француској колонији Нова Француска и неким колонијама Британске Северне Америке био је потребан упис у локалну седентарну јединицу, са овим седентарним јединицама милиције које повремено изводе разне вежбе, као и учествују у годишњим контролама. Пре стварања Канадске конфедерације, провинција Канада и колоније атлантске Канаде су имале своје милиције.[1] Упис у седентарне милиције настављен је неколико година након стварања Канадске конфедерације, иако је пракса убрзо након тога прекинута, а након тога је замењена активном милицијом. Међутим, нису све британске северноамеричке колоније захтевале од својих становника да се упишу у седентарне милиције. Колоније Британске Колумбије и колоније острва Ванкувер су се ослањале на неколико постојећих „добровољачких корпуса“ које је подигла и касније распустила влада пре њеног уласка у Конфедерацију. Краљевске морнарице је такође употпуњавала милицију и служила за одбрану колоноја.

### Нова Француска
Употреба милиција у Канади датира још из времена Нове Француске. Пошто је милиције у Новој Француској формално одржавао интендант Нове Француске, систем је постао основа за централизовану администрацију у колонији. Капетане локалне милиције постављао је интендант, и обично су помагали цивилној администрацији у изградњи путева и периодичним пописима.
Године 1669, краљ Луј XIV, забринут због неспособности колоније да се адекватно одбрани од напада, наредио је стварање обавезне милиције која би укључивала сваког способног мушкарца између 16 и 60 година. Били су организовани у чете, обично по једну по црквеној парохији, и структурисане на исти начин као и редовна француска пешадијска чета. Чланови ових јединица су важили као одлични стрелци (већина је дошла са својом пушком, барутом и мецима), и да су били у бољој физичкој кондицији од редовних војника, првенствено због тешког начина живота са којим су се сусретали у новој домовини. Добровољни милиционери су коришћени да подрже редовне снаге и њихове савезнике из Првог народа у акцијама које су предузимане, где су апсорбовали герилски начин ратовања индијанаца. Ове јединице милиције никада нису биле довољно истрениране као што је била конвенционална европска војска.

### Британска владавина и пост-конфедерација
Након британског освајања Нове Француске, локалне јединице милиције су наставиле да са радом и подржавају британске војнике стациониране у Британској Америци (Британској Северној Америци). Припадници милиције из провинције Квебек први пут су служили Британцима током Понтијаковог рата, када је батаљон од три стотине канадских добровољаца учествовао у експедицији бригадног генерала Џона Бредстрита у Детроиту. Батаљон су предводили бивши чланови нових француских трупа маринаца. Британске власти су такође окупиле милицију у Квебеку током Америчког рата за независност, чији су чланови чинили већину бранилаца у битци за Квебек. Међутим, канадске милиције није учествовала у пуно експедиционих акција током Америчке револуције. Гувернером Квебека Фредерик Хадиманд није био сигуран да ли ће канадске милиције остати лојалне ако наиђу на француску војску па их није ни слао да учествују у неким биткама.
Док се од британских северноамеричких колонија очекивало да одржавају колонијалну милицију, милиције је финансирала британска влада.[10] С обзиром на забринутост британске владе за наполеонску Француску почетком 19. века, милиције у Канади су уочиле недостатак залиха и оружја са ограниченим средствима обезбеђеним за милиције током тих година. Године 1811, снаге милиције Горње Канаде имале су приближно 11.000 припадника, иако је Исак Брок, подгувернер Горње Канаде, проценио да се поуздано може очекивати да ће само 4.000 одговорити на прозивку. На почетку свог мандата као подгувернера, Брок је донео закон који му је омогућио да обучи 2.000 добровољаца, или људи изабраних гласањем, да служе као бочне чете за милицију Горње Канаде. Током рата 1812, британске власти су подигле бројне канадске војне и милиционе јединице да подрже Британце у одбрани Канаде.
Године 1840. седентарну милицију Канаде чинило је 426 батаљона, са 235.000 људи регистрованих на пописима милиције. Седентарна милиција је такође била присутна у поморским колонијама, са 40.997 пријављених у милицији Нове Шкотске, док је милиција Њу Брансвика пријавила 27.532 припадника 1845. године. Острво Принца Едварда поставило је милицију од око 8.000 људи 1845. године. Током афере Трент 1861. године, Нова Шкотска је обновила обавезну службу у милицији, уписавши 59.379 мушкараца у милицију Нове Шкотске, од којих је 45.600 било наоружано.
Седентарне милиције су касније означене као резервна милиција, након што је активна милиција створена 1855. Закон о милицији из 1868. проширио је систем резервне милиције бивше Провинције Канаде на новоформирани канадски доминион. Године 1869, министар милиције и одбране, Џеорџ-Етјен Картије, известио је да је 618.896 мушкараца уписано у резервну милицију. Упис у седећу резервну милицију последњи пут се десио 1873. године, иако је њена теоријска пракса укинута тек 1950. године.

## Активне милиције
Пошто су Британци повукли своје војнике из Британске Северне Америке у деценијама након рата 1812. године, пао је притисак на парламент провинције Канаде да обезбеди сопствену одбрану. Закон о милицији из 1855. године донет је након што је комисија за реформу милиције предложила да се седећа снага замени униформисаним добровољачким пуковима.[15] Резултирајући чин довео је до стварања Активне милиције, у настојању да ојача одбрану колоније.
Активна милиција, касније је подељена на „сталну активну милицију” (ПАМ), сталну војску, и „несталну активну милицију” (НПАМ), снага која је деловала као војна резервна снага канадске милиције. Припадници Активне милиције мобилисани су током фенских препада 1866. године.

### Постконфедерациона милиција
Након оснивања Канадске конфедерације у јулу 1867, и активна и стајаћа милиција су били под управом канадског министра милиције. Закон о милицији из 1868. проширио је систем активних милиција са бивше провинције Канаде на новоформирани канадски доминион. Године 1869. Жорж-Етјен Картије је известио да је 37.170 добровољаца уписано у Активну милицију. Међутим, финансирање је остало проблем за милицију 1870-их и 1880-их, а британски официри су позивали канадску владу да или повећа финансирање или смањи упис на ниво на којем њене јединице могу бити довољно обучене и опремљене.
Активне милиције су мобилисане у више наврата у другој половини 19. века, укључујући фенијанске нападе 1870–71, Вулслијеву експедицију, северозападну побуну и Други бурски рат. У Другом бурском рату је више од 8.000 добровољаца окупљено за службу у Јужној Африци, из 82 различите јединице милиције. Бројне административне реформе су спроведене након рата, оснивањем корпуса канадске војске 1901. године и канадских војних инжењераца, санитетског корпуса канадске војске, канадског борбено техничког корпуса и корпуса за сигнализацију 1903. године.
Од 1875. до 1904. године, официр на челу канадске милиције био је генерални официр који је командовао канадском милицијом (ГОК), положај који је законски обавезан да обавља официр британске војске. Међутим, озбиљне разлике у мишљењима око поделе одговорности између цивилних и војних грана Одељења милиције довеле би до практичног укидања ове функције према Закону о милицији из 1904. године.
Канцеларију, дужности, ГОК-а заменио је Савет милиције, са министром милиције као председником, четири војна члана (начелник генералштаба, генерал-ађутант, генерал-интендант и генерал-мајстор техничке службе), цивилни члан (обично заменик министра милиције), рачуновођа одељења и цивилни секретар.  Иако је направљен по узору на Британски војни савет, Савет милиције је био чисто саветодавно тело, са министром који је имао врховну власт над њим а начелник Генералштаба постаје главни војни члан савета.

#### Светски ратови и међуратни период
Током Првог светског рата, милиција није била мобилисана, а Канађани који су служили у иностранству су се пријавили у Канадске експедиционе снаге (КЕФ), одвојене војне теренске снаге којима управља Министарство прекоморских војних снага.. Како се Први светски рат ближио крају и како се очекивало да ће се КЕФ распасти, покренута је Комисија Видре у настојању да се реорганизује канадска милиција. Комисија је предложила да „Активна војска” постави снаге од шест пешадијских дивизија, једне коњичке дивизије, допуњене особљем из „Неактивна воска”. Поред тога, Комисија за видре је увидела везу између KЕФ-а и јединица канадске милиције, дозвољавајући јединицама милиције да одржавају борбене почасти које су заслужиле јединице KЕФ-а распуштене после Првог светског рата.
Побољшања квалитета официрског корпуса у активној и стајаћој служби милиције су предузета током 1930-их, при чему су активни официри школовали официрске кадете кроз курсеве као што је „Напредни курс за особље милиције“, који је почео 1935. године. Као резултат тога, милиција је 1939. године поставила много већи официрски корпус у односу на 1914. годину, са канадском милицијом постављеном око 5.000 официра распоређених широм обе милицијске гране. Међутим, током међуратног периода обука у оквиру канадске милиције и даље је била проблем, са мало обуке пукова или већих формација.
Министар националне одбране, Алистар Макензи, почео је 1938. године да охрабрује генерала Харија Крерара, начелника штаба одбране, да планира и да се милиција спреми на непредвиђене ситуације и да се припреми за могућу експедициону акцију, у случају рата између Немачке и Британске империје. Ове припреме су се изводиле без сагласности Вилијема Лајона Макензи Кинга, премијера Канаде. Крерар је настојао да реорганизује канадску милицију према новим стандардима које су усвојили Британци, да механизује и припреми активну и стајаћу милицију за борбу у умереној клими, што је била очекивана клима у којој би они деловали. Међутим, предлог Генералштаба да се припреми снага од 60.000 људи за помоћ Британцима у случају рата није представљен све до 29. августа 1939. године, само неколико дана пре почетка рата.
Уочи Другог светског рата, номинална снага канадске милиције износила је преко 50.000 људи, са активним снагама која је имала 455 официра и 3.714 војника свих осталих рангова, док је резерва имала 5.272 официра и 41.249 војника свих осталих чинова. Међутим, канадска милиција није била спремна да предузме прекоокеанску кампању по избијању Другог светског рата. Пуковник Чарлс Пери Стејси, војни историчар канадске војске од 1940. до 1959. године, о приправности канадске милиције уочи Другог светског рата, је рекао:
Мале активне снаге милиције нису представљале ударну снагу способну било за контранапад на велики напад или за експедициону акцију. Нестална активна милиција, са својом ограниченом снагом, застарелом опремом и основном обуком, била је неспособна за тренутну ефикасну акцију било које врсте против непријатеља. Две снаге заједно су чиниле корисну и заиста суштинску основу на којој се, током неколико месеци, могла изградити војска. Они, међутим, нису нудили средства за брзу интервенцију у прекоокеанском позоришту операција.— пуковник Charles Perry Stacey
На предлог генерала Харија Крерара, 19. новембра 1940. војне копнене снаге Канаде преименоване су у Канадску војску наредбом Савета. Активна милиција је реорганизована у Канадску војску (активна), док је стајаћа милиција постала Канадска војска (резервна).

## Легаци
Две компоненте канадске војске које су раније биле активна и резерва, преименоване су након Другог светског рата у Редовне снаге канадске војске и резервне снаге канадске војске. Међутим, 1954. године, резервне снаге су поново преименоване у Канадску војску (милиција) као резултат Кенедијевог извештаја о резервној војсци. Након уједињења канадских оружаних снага 1968. године, Канадска војска је постала Мобилна команда, а њена резервна компонента је постала Мобилна команда (Резерва). Мобилна команда (резерва) је, 1993. године, преименована у Команду копнених снага (резерва), мењајући име како би одговарала својим колегама из редовних снага (такође преименована у Команду копнених снага). делови службе канадских оружаних снага вратили су се, 2011. године, на називе из периода од пре 1968. године, а команда копнених снага (резерва) је вратила своје име у резерву канадске војске. 
Од уједињења оружаних снага 1968. године, термин милиција се није користио за формално описивање канадских војних снага. Међутим, термин се колоквијално користи у Канади у вези са резервом канадске војске.